# Begonia glandulosa
Espèce
Synonymes
- Begonia hidalgensis L.B.Sm. & B.G.Schub.[1]
- Begonia nigrovenia Regel[1]

Begonia glandulosa est une espèce de plantes de la famille des Begoniaceae. Ce bégonia est originaire du Mexique. L'espèce fait partie de la section Platycentrum. Elle a été décrite en 1861 par William Jackson Hooker (1785-1865), à la suite des travaux de Alphonse Pyrame de Candolle (1806-1893). L'épithète spécifique glandulosa signifie « glanduleuse », c'est-à-dire qui possède une ou plusieurs glandes.

## Description
Il s'agit d'un bégonia rhizomateux, à fleurs blanches.

## Répartition géographique
Cette espèce est originaire du pays suivant : Mexique.